# Denticnema nikolaji
Denticnema nikolaji är en skalbaggsart som beskrevs av Dombrow 2007. Denticnema nikolaji ingår i släktet Denticnema och familjen Melolonthidae. Inga underarter finns listade i Catalogue of Life.